# Rebel Wilson
Rebel Melanie Elizabeth Wilson (Sydney, 2 maart 1980), geboren als Melanie Elizabeth Bownds, is een Australisch actrice, schrijfster en stand-upcomedian.

## Biografie
Aanvankelijk had Wilson wiskundige willen worden, maar ze studeerde Law and Arts aan de Universiteit van New South Wales.
Ze begon haar carrière als actrice met rollen in verschillende Australische tv-series en films. Haar internationale doorbraak kwam met de film Bridesmaids, waarin ze Brynn speelde. Later volgde rollen in onder meer A Few Best Men, Small Apartments, What to Expect When You're Expecting, met Cameron Diaz en Jennifer Lopez, Bachelorette, Pain & Gain met (Mark Wahlberg en Dwayne "The Rock" Johnson), Pitch Perfect 1, 2 en 3 en How to Be Single.
Wilson presenteerde in april 2013 de MTV Movie Awards.

## Privé
Wilson is lesbisch. Ze is getrouwd en moeder van een dochter.

## Filmografie

### Films
- 2003: Fat Pizza - Toula
- 2007: Ghost Rider - Meisje in een steeg
- 2009: Bargain! - Linda
- 2011: Bridesmaids - Brynn
- 2011: A Few Best Man - Daphne Ramme
- 2012: Bachelorette - Becky Archer
- 2012: Small Apartments - Rocky
- 2012: This Means War - gastrol
- 2012: Struck by Lightning - Malerie Baggs
- 2012: What to Expect When You're Expecting - Janice
- 2012: Ice Age: Continental Drift - Raz (stem)
- 2012: Pitch Perfect - Fat Amy
- 2013: Pain & Gain - Robin Pech
- 2014: Night at the Museum: Secret of the Tomb - Tilly
- 2015: Pitch Perfect 2 - Fat Amy
- 2016: How to Be Single - Robin
- 2016: Grimsby - Dawn Grobham
- 2016: Absolutely Fabulous: The Movie - Stewardess
- 2017: Pitch Perfect 3 - Fat Amy
- 2019: The Hustle - Penny Rust
- 2019: Cats - Jennyanydots the Gumbie Cat
- 2019: Isn't It Romantic - Natalie
- 2019: Jojo Rabbit - Fraulein Rahm
- 2022: Senior Year - Stephanie (ook Producer van de film)
- 2025: Bride Hard - Sam

### Televisie
- 2003-2007: Pizza - Toula
- 2006-2007: The Wedge - verschillende rollen
- 2007-2009: Thank God You're Here - verschillende rollen (incl. zichzelf)
- 2008: Bogan Pride - Jennie Cragg
- 2008: Monster House - Penelope Webb
- 2009: Talkin' 'Bout Your Generation - Gastrol
- 2009: City Homicide - Sarah Gilbert (aflevering: Dead Weight)
- 2009: The Breast Darn Shown in Town - zichzelf
- 2010: Rules of Engagement - Sara (aflevering Les-Bro)
- 2011: Workaholics - onbekend
- 2013: Can of Worms - zichzelf
- 2013-2014: Super Fun Night - Kimie Boubier
- 2016: The Big Music Quiz - zichzelf
- 2016: Travel Man - zichzelf